# تازة كند قشلاق
تازة كند قشلاق هي قرية في مقاطعة أرومية، إيران. عدد سكان هذه القرية هو 116 في سنة 2006.